# Holtug Kirke
Holtug Kirke er en kirke i Holtug i Holtug Sogn.
Kirken er bygget af kridtsten og gulkalket. Der ses kun lidt af den oprindelige kirke i romansk stil fra 1150. Omkring 1400 blev koret nedbrudt og udvidet. Østhvælvet blev omkring 1650 ombygget af røde sten og midterhvælvet næsten nybygget af gule sten. Tårnet er fra begyndelsen af 1500-tallet og i sengotisk stil.
I kirkeskibet ses våben fra kirkens ejere fra før reformationen:
- Peder Olufsen af Karise
- Rani (Jon Rani og sønnen, væbneren Rani Jonsen)
- Erik Menved
- Fyrst Witslau af Rygen
- Niels Jepsen Ulfeldt
- Lodehat (Peder Jensen Lodehat, Jens Andersen Lodehat)
- Jernskæg
- Oluf Daa
- Oluf Mortensen Baden
- Niels Skave
- Jens Jepsen Ravnsberg
- Lage Urne
- Joachim Rønnow
- Roskilde Bispestol

I kirkeskibet til venstre ses ejerne fra efter reformationen:
- Christian 3.
- Peder Svave
- Vincent Juel
- Jens Bille
- Just Høg
- Jochum Irgens
- Schardinell
- Dronning Charlotte Amalie
- Prinsesse Sophie Hedvig
- Frederik 4.
- Christian Lintrap (adlet til Lindencrone)
- Scavenius

Fra 1910 har kirken været selvejende.